# 宁慈东路站
宁慈东路站是浙江省宁波市建设中的一座地下城市轨道交通车站，属于宁波轨道交通7号线。车站计划于2026年底启用。

## 车站形制
宁慈东路站位于江北区庄桥街道康桥南路、宁慈东路口，沿康桥南路南北向布置。车站为地下二层岛式车站，长150米，宽20.3米，总建筑面积为14781平方米。

## 出口
宁慈东路站规划设置3个出口。